# Медикасы
Медикасы́ (чув. Метикасси) — деревня в Цивильском районе Чувашской Республики. Административный центр Медикасинского сельского поселения.

## География
Находится в северной части Чувашии на расстоянии приблизительно 9 км на запад-северо-запад по прямой от районного центра города Цивильск.

## История
Известна с 1887 году как околоток деревни Старые Шигали (ныне село Шигали Канашского района). В 1887 году учтено 36 дворов, 163 жителя, в 1897—204 жителя, 1926 — 55 дворов, 228 жителей, 1939 −216 жителей, 1979—167 жителей. В 2002 году — 69 дворов, 2010 — 59 домохозяйств. В период коллективизации был организован колхоз «Молотов», в 2010 работало ООО «ВДС».

## Население
Постоянное население составляло 225 человек (чуваши 100 %) в 2002 году, 179 в 2010.